# 中国—克罗地亚关系
中国—克罗地亚关系是指中华人民共和国和克羅地亞之間历史上与现代的双边外交關係。

## 政治交流
19世纪的清朝典籍曾经提及克罗地亚，在魏源的《海国图志》中，该国被称为“格罗底”。1941年，克罗地亚独立国追隨納粹德國，承認位於南京的汪精衛政權，此舉也令克罗地亚與中華民國進入敵對狀態，直到前者向盟軍投降并成为民主聯邦南斯拉夫的一部分。
1991年6月25日，克罗地亚宣布脱离南斯拉夫独立。1992年5月13日，中国承认克罗地亚并与之建交，此后两国关系友好顺利发展。2005年，中克建立“全面合作伙伴关系”。
2007年5月，克羅地亞外交部部長訪問北京。2012年4月26日，中国国务院总理温家宝在华沙会见出席中国－中东欧领导人会晤的克罗地亚总理佐兰·米拉诺维奇。2021年5月27日，克罗地亚总统米拉诺维奇、总理普连科维奇、议长扬德罗科维奇在萨格勒布分别会见中共中央政治局委员、中央外事工作委员会办公室主任杨洁篪。

### 外交代表机构
- 克羅地亞在北京有一大使館，並在香港設有一名誉領事館[9]。
- 中國在薩格勒布有一大使館[10]。

## 经贸关系

### 双边贸易
中国与克罗地亚在建交当年的1992年就签署了政府间经贸协定，1993年，签署了相互鼓励和保护投资协定以及避免双重征税协定，为两国经贸关系的进一步发展提供了法理依据。中、克两国政府间也成立了经贸混合委员会机制。2019年4月10日，中、克两国建立了中克投资合作联合工作组，旨在进一步扩大双向投资，以推动两国经贸合作更上一层楼。
据中华人民共和国海关总署统计，2020年，中国大陆与克罗地亚双边贸易额达到了17.1亿美元，同比2019年增长了10.6%。其中，中方出口额为15.7亿美元，同比2019年增长了12.2%。其中，手机、空调、电动按摩器械和钢结构件等机电产品、纺织品、服装及鞋类等商品是中国对克的主要出口产品。当年，克罗地亚向中国大陆出口了1.4亿美元，同比2019年下降了4.2%。消防车辆为主的机电产品、锯木板材、建筑用石材、医药产品和饲料等商品是克罗地亚出口至中国的主要产品。

### 投资
据中华人民共和国商务部统计，2020年，中国对克罗地亚直接投资流量1.54亿美元，截至2020年末，中国对克罗地亚直接投资存量达到2.5亿美元。
2018年1月12日，由中国路桥建设牵头的中国企业联合体成功中标佩列沙茨大桥和连接线一期工程项目，承诺工期36个月。2021年7月28日，大橋合龍通车。

## 人文交流

### 教育
自1992年建交以来，中、克兩國在文教科技等領域上的交流與合作不断加深，雙方既維持官方的学术交流、也鼓勵民間進行学术交流。中克两国也有兴趣加强在农业等领域的科技合作。2012年5月19日，中国在萨格勒布大学成立了克罗地亚第一所孔子学院，中国政府也向克罗地亚送贈教材，以支持該國開展漢語教學。中国的一些高校也开始积极地宣传其留学政策，以吸引克罗地亚学生前往中国留学，而近年也有不少中国留学生赴克罗地亚留学。在中国的北京外国语大学等一些高等院校也开设有克罗地亚语专业。

## 外部連結
- 中華人民共和國駐克羅地亞共和國大使館官方網站（简体中文）（英文）（克羅埃西亞文）
  - 中華人民共和國駐克羅地亞共和國大使館經濟商務處官方網站（简体中文）
- 克羅地亞駐華大使館官方網站（简体中文）（英文）（克羅埃西亞文）
- 中國外交部有關克羅地亞的資料
- 克羅地亞外交部與中國簽訂的條約